# Jessy Matador
Jessy Matador, właśc. Jessy Kimbangi (ur. 27 października 1982 w Kinszasie) – kongijski piosenkarz mieszkający we Francji.

## Życiorys
Karierę na scenie rozpoczął jako tancerz w 2001. Dołączył do grupy Les Coeurs Brises, z którą odbył trasę koncertowa po Stanach Zjednoczonych, Demokratycznej Republice Konga, Wielkiej Brytanii, Włoszech i Kanadzie. W 2005 założył zespół muzyczny La Sélésao, z którym w listopadzie 2008 wydał z zespołem album studyjny pt. African New Style. Pochodzący z płty singiel „Decale Gwada” został okrzyknięty hitem wakacji 2008.
W maju 2010, reprezentując Francję z utworem „Allez! Ola! Olé!”, zajął 12. miejsce w finale 55. Konkursu Piosenki Eurowizji w Oslo. Po udziale w konkursie wydał singiel „Bomba”, którym promował swój drugi album w karierze – Electro Soukouss. W 2013 wydał album pt. Authentik.

## Dyskografia
Albumy studyjne
- Afrikan New Style (2008)
- Electro Soukouss (2010)
- Authentik (2013)